# 百度雲OS
百度云OS，（又稱：百度雲ROM）原稱百度·易平台、百度·易（英語：Baidu Yi），由中國百度所研發的行動作業系統，類似於阿里雲OS與MIUI，根源自谷歌Android作業系統。在2011年首次推出。雖然使用Linux內核，但未依照LGPL釋出原始碼。目前已于2015年三月无限期停止更新，官方论坛也被关闭

## 歷史
- 2011年9月，百度推出百度·易（百度·易平台）。
- 2011年，Dell公司推出搭載百度易平台的手機Dell Streak Pro D43。
- 2012年6月，百度·易改稱百度雲ROM。
- 2014年9月，百度雲ROM改稱百度雲OS。

## 外部連結
- 易平台官網